# Godisson

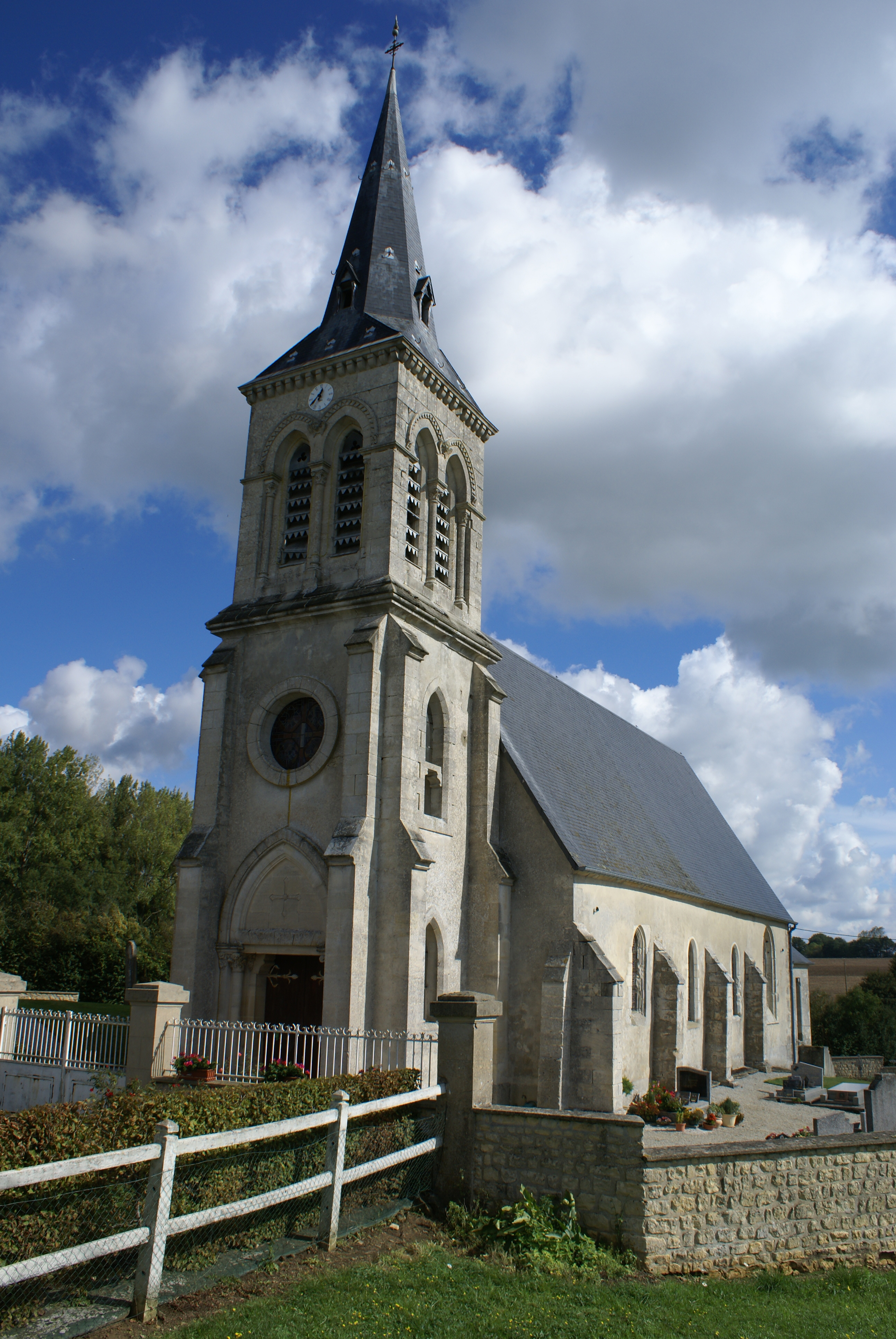
Giáo đường Saint George, Godisson

Godisson là một [[xã của Pháp|xã]] thuộc tỉnh Orne trong vùng Normandie tây bắc nước Pháp. Xã này nằm ở khu vực có độ cao trung bình 221 mét trên mực nước biển.
Thị trấn Godisson có diện tích 6,21 km2.